# Rallye Dakar 1990

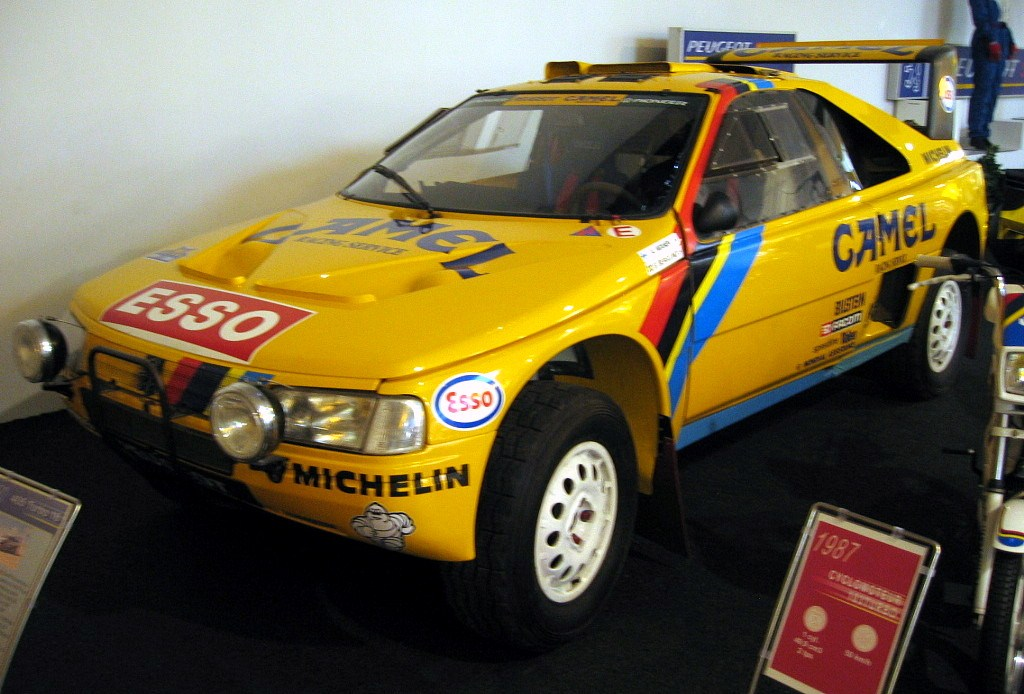
Siegerfahrzeug Peugeot 405 von Ari Vatanen

Die Rallye Dakar 1990 (12e Rallye Paris-Tripoli-Dakar) war die 12. Ausgabe der Rallye Dakar. Sie begann am 25. Dezember 1989 in Paris und endete am 16. Januar 1990 in Dakar.
Die Strecke führte über 10.831 km (davon 6.605 Wertungskilometer) durch Frankreich, Libyen, Niger, Tschad, Mali, Mauretanien und Senegal.
An der Rallye nahmen insgesamt 465 Teilnehmer – 236 PKW, 136 Motorräder und 93 LKW teil.

## Endwertung

### Motorräder
|    | Fahrer              | Fahrzeug |
| -- | ------------------- | -------- |
| 1. | Edi Orioli          | Cagiva   |
| 2. | Carlos Mas Samora   | Yamaha   |
| 3. | Alessandro De Petri | Cagiva   |

### PKW
|    | Fahrer          | Fahrzeug    |
| -- | --------------- | ----------- |
| 1. | Ari Vatanen     | Peugeot 405 |
| 2. | Björn Waldegård | Peugeot 405 |
| 3. | Alain Ambrosino | Peugeot 405 |

### LKW
Im Jahr 1990 gab es offiziell keine Einzelwertung für LKW, diese wurden zusammen mit den PKW gewertet.
|    | Fahrer          | Fahrzeug                   |
| -- | --------------- | -------------------------- |
| 1. | Giorgio Villa   | Perlini 105F („Red Tiger“) |
| 2. | Jacques Houssat | Perlini 105F               |
| 3. | Zdeněk Kahánek  | Tatra 815                  |